# 江西省庐山风景名胜区管理局
江西省庐山风景名胜区管理局，为江西省人民政府的派驻副厅级机构，管辖范围見庐山市各级文物保护单位列表。2021年已併入庐山市合一管理。

## 历史
1926年，庐山警察署和清丈局（土地房产测绘单位）合并设立庐山管理局，属九江市政府管辖。1930年改隶江西省政府。庐山管理局第一任局长是刘一公，第二任局长蒋志清，第三任局长谭炳训，第四任局长吴仕汉。1939年4月，庐山沦陷，庐山管理局随之解散，设立汪伪治安维持会（后改庐山特别区公署）。1945年光复后又重新设立庐山管理局。
1965年11月23日，原由省直辖的庐山管理局庐山镇并入九江市，庐山管理局名义上不管理任何行政单位。
2005年底，九江市将庐山综合垦殖场、庐山茶科所、庐山林科所和庐山水电厂四个单位划归庐山风景名胜区管理局。